# Ametistskogsjuvel
Ametistskogsjuvel (Calliphlox amethystina) är en fågel i familjen kolibrier.

## Utseende
Ametistskogsjuvel är en mycket liten kolibri med kort näbb. Båda könen är gröna på ryggen med ett vitt band på övergumpen. Hanen har glansigt rosa strupe och djupt kluven stjärt. Honan har vit strupe, kort stjärt och kanelbrun på flankerna och under stjärten.

## Utbredning och systematik
Fågeln har en vidsträckt utbredning i tropiska Sydamerika och utbredningsområdet sträcker sig till nordöstra Argentina och södra Brasilien. Den behandlas som monotypisk, det vill säga att den inte delas in i några underarter.

### Släktskap
Tidigare delade ametistskogsjuvelen släktet Calliphlox med bahamakolibrin, inaguakolibrin, magentaskogsjuvelen och purpurstrupig skogsjuvel. Genetiska studier har dock visat att de inte är varandras närmaste släktingar, varför alla arter utom typarten ametistskogsjuvelen som är typart för släktet lyfts ut till andra släkten.

## Levnadssätt
Ametistskogsjuvel hittas i skogar, skogsbryn och savannartat skogslandskap.

## Status och hot
Arten har ett stort utbredningsområde, men tros minska i antal, dock inte tillräckligt kraftigt för att den ska betraktas som hotad. Internationella naturvårdsunionen IUCN listar arten som livskraftig (LC).

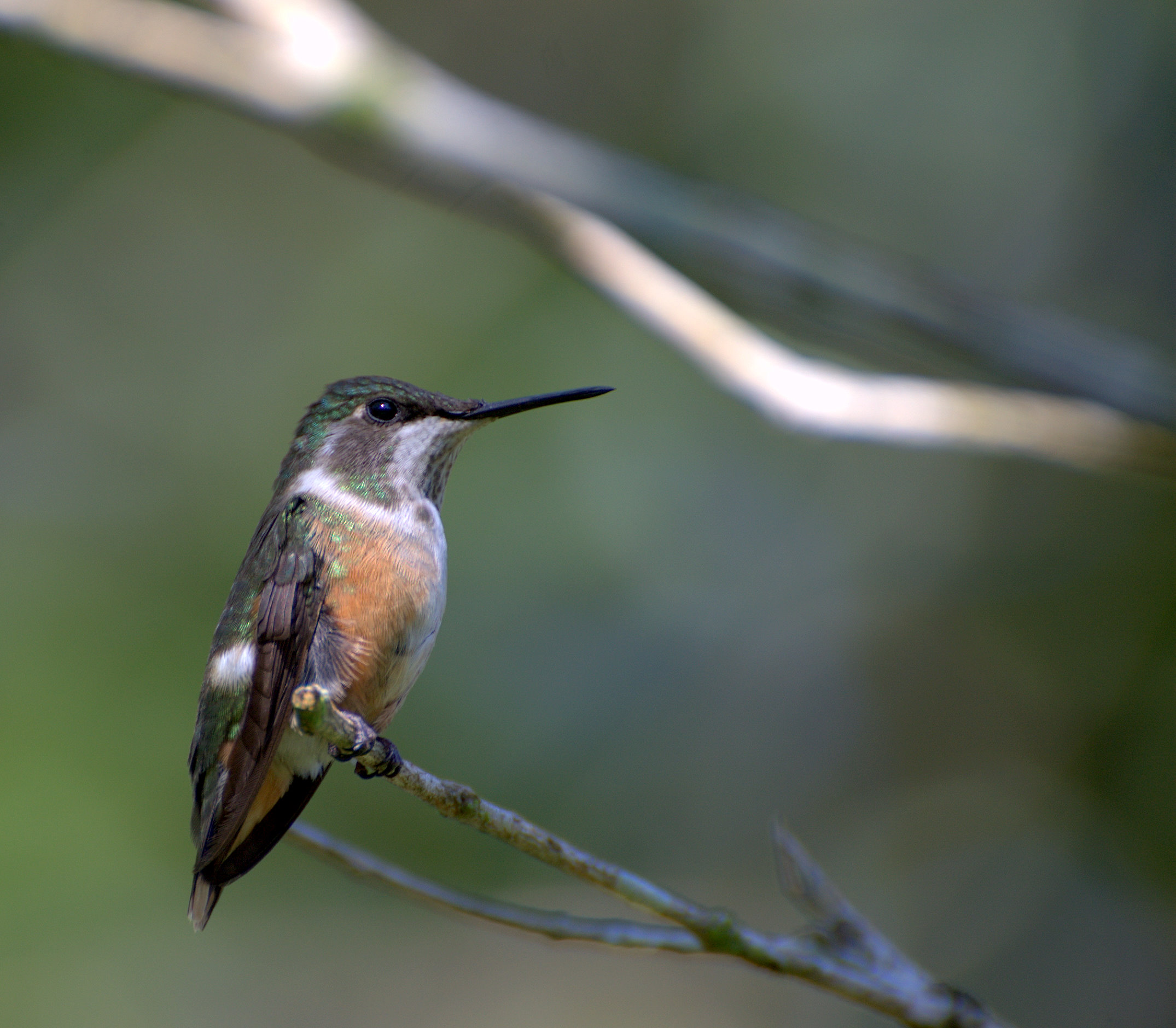
Adult hona